# 近藤好和
近藤 好和（こんどう よしかず、1957年〈昭和32年〉 - ）は、日本史学者。中世の武具が専門。文学博士（広島大学・論文博士・2002年）（学位論文「中世的武具の成立と武士」）。

## 略歴
神奈川県生まれ。1987年國學院大學大学院文学研究科博士課程後期日本史学専攻単位取得満期退学。2002年「中世的武具の成立と武士」で広島大学より文学博士の学位を取得。
神奈川大学特任教授、国立歴史民俗博物館客員教授。國學院大学兼任講師、和洋女子大学非常勤講師。

## 著書
- 『弓矢と刀剣：中世合戦の実像』吉川弘文館〈歴史文化ライブラリー〉、1997年。ISBN 978-4-642-05420-1。
- 『中世的武具の成立と武士』吉川弘文館、2000年。ISBN 978-4-642-02788-5。
- 『騎兵と歩兵の中世史』吉川弘文館〈歴史文化ライブラリー〉、2005年。ISBN 978-4-642-05584-0。
- 『源義経：後代の佳名を貽す者か』ミネルヴァ書房〈日本評伝選〉、2005年。ISBN 978-4-623-04475-7。
- 『装束の日本史：平安貴族は何を着ていたのか』平凡社〈平凡社新書〉、2007年。ISBN 978-4-582-85357-5。
  - 『増補 装束の日本史』平凡社ライブラリー、2024年。ISBN 978-4582769760
- 『武具の日本史：正倉院遺品から洋式火器まで』平凡社新書、2010年。ISBN 978-4-582-85539-5。
- 『日本古代の武具：『国家珍宝帳』と正倉院の器仗』思文閣出版、2014年。ISBN 978-4-7842-1766-3。
- 『朝廷儀礼の文化史：節会を中心として』臨川書店、2017年。ISBN 978-4-653-04338-6。
- 『天皇の装束：即位式、日常生活、退位後』中央公論新社〈中公新書〉、2019年。ISBN 978-4-12-102536-4。
- 『装束と武具の有識故実：肖像画を読む』吉川弘文館、2025年。ISBN 978-4642048026。

## 論文
- Cinii

## 出演
- 『歴史探偵』第111回「平将門　平安の反逆児」（2024年2月14日、NHK総合）